# Alfred Henke

Alfred Henke in den 1920er Jahren

Alfred Henke (* 1. März 1868 in Altona; † 24. Februar 1946 in Wannefeld) war ein sozialdemokratischer deutscher Politiker und gehörte sowohl der SPD als auch zwischenzeitlich der USPD an. An der Gründung der Bremer Räterepublik im November 1918 hatte er maßgeblichen Anteil. Sein Wirken als Volksvertreter erstreckt sich über einen Zeitraum von 25 Jahren (1907 bis 1932).

## Ausbildung, Beruf und Familie

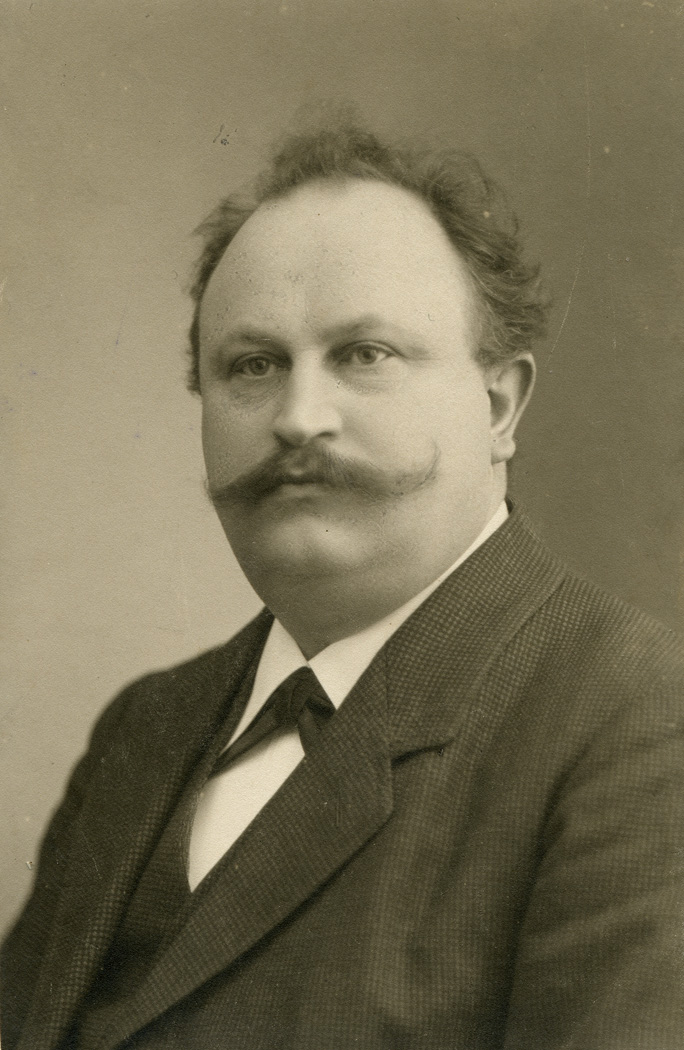
Alfred Henke vor 1910

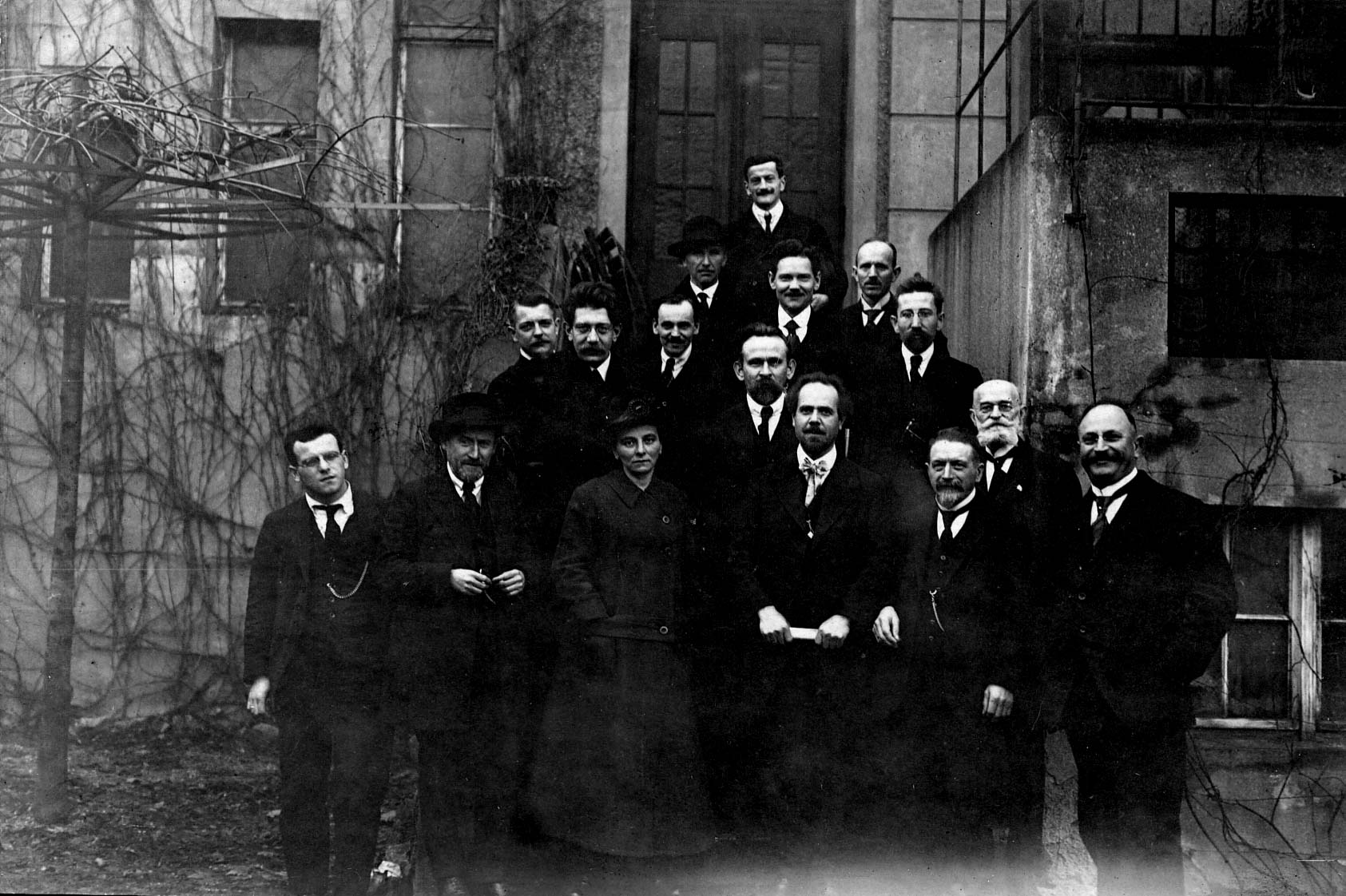
Gruppenfotografie mit Angehörigen des USPD-Parteivorstandes und weiteren Unabhängigen Sozialdemokraten, darunter: Arthur Crispien, Wilhelm Dittmann, Richard Lipinski, Wilhelm Bock, Curt Geyer, Fritz Zubeil, Hugo Haase, Fritz Kunert, Georg Ledebour, Arthur Stadthagen, Emanuel Wurm, Alfred Henke, 1. Reihe ganz rechts

Nach dem Besuch der Volksschule in Bremen absolvierte Henke dort bei seinem Vater eine Ausbildung zum Zigarrenarbeiter. 1887 ging er beruflich nach Altona. Von 1888 bis 1891 leistete er seinen Militärdienst beim Grenadier-Regiment „Graf Kleist von Nollendorf“ (1. Westpreußisches) Nr. 6 in Posen. Anschließend war er wieder in seinem erlernten Beruf tätig. Er gehörte der Tabakarbeitergewerkschaft an und war Delegierter zu deren Kongressen. Von 1900 bis 1917 war er Redakteur der Bremer Bürger-Zeitung. Von 1919 bis 1922 war er Mitarbeiter der Bremer Arbeiter-Zeitung.
Von 1922 bis 1933 war Henke hauptamtlicher Stadtrat und Zweiter Bürgermeister von Berlin-Reinickendorf. Nach der „Machtergreifung“ der Nazis wurde er 1933 zwangspensioniert. Schwer krank lebte er während der Zeit des Nationalsozialismus bis 1944 in Berlin. Die Zahlung von Pensionsbezügen wurde ihm aus politischen Gründen verweigert. Henke war zweimal verheiratet und hatte fünf Kinder. Nach der Zerstörung seines Hauses durch Fliegerbomben wurde er mit seiner Frau in das altmärkische Dorf Wannefeld bei Gardelegen evakuiert.

## Politisches Engagement
Seit Mitte der 1890er Jahre war Henke in der SPD und in der Gewerkschaft als Redner und Berichterstatter aktiv. Durch Selbststudium eignete er sich eine recht gute Bildung und die Kenntnisse des Marxismus an. Zunächst war er Distriktsvorsitzender in Altona. Ab 1900 arbeitete er als Redakteur bei der sozialdemokratischen Bremer Bürger-Zeitung, von 1906 bis 1916 als Chefredakteur. Seine Zeitung war ein Kampfblatt des linken Flügels in der SPD. Regelmäßige Mitarbeiter waren Franz Mehring, Rosa Luxemburg, Karl Radek, Anton Pannekoek, Paul Frölich und Henriette Roland Holst. Henke nahm an vielen sozialdemokratischen Parteitagen und internationalen Sozialistenkongressen teil. Auf dem SPD-Parteitag in Jena 1913 stimmte er für die Massenstreikresolution von Rosa Luxemburg.
Bei Beginn des Ersten Weltkrieges trat Henke mit der Minderheit der Reichstagsfraktion gegen die Bewilligung der Kriegskredite auf. Gemeinsam mit den Kreditverweigerern im März 1916 aus der sozialdemokratischen Reichstagsfraktion ausgeschlossen, gehörte Henke der Sozialdemokratischen Arbeitsgemeinschaft an. Der Parteivorstand der SPD schloss den gesamten Sozialdemokratischen Verein Bremen aus der SPD aus. Unter Ausnutzung seiner finanziellen Anteile am Bremer Parteizeitungsunternehmen bemächtigte sich der Parteivorstand der Bremer Bürger-Zeitung. Chefredakteur Henke wurde ausgewechselt, blieb aber für wenige Monate noch Mitglied der Redaktion. 1917 zählte er zu den Begründern der USPD, deren Beirat er bis 1920 angehörte und auf deren Parteitagen 1919 und 1920 er vertreten war.
Henke wurde nach der Spaltung der SPD 1917 Mitglied USPD und war bis 1922 Mitglied des Beirats der Minderheits-USPD, nahm an deren Parteitagen teil und wurde mit dem Zusammenschluss von SPD und USPD im gleichen Jahr wieder Mitglied der SPD.

### Langzeitabgeordneter
Von 1907 bis 1922 war Alfred Henke Mitglied der Bremischen Bürgerschaft.
Von 1912 bis 1918 vertrat er den Reichstagswahlkreis Freie Hansestadt Bremen im Reichstag des Kaiserreiches.
1919/20 gehörte er für die USPD der Weimarer Nationalversammlung an.
Von 1920 bis 1922 für die USPD und von 1922 bis 1932 für die SPD war er u. a. für den Wahlkreis 16 bzw. 14 (Weser-Ems) Mitglied des Reichstages.

### Führende Rolle bei der Gründung der Bremer Räterepublik

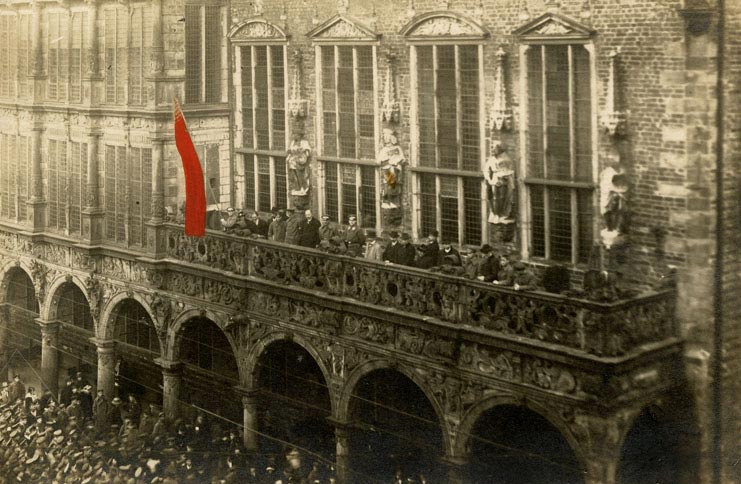
Ausrufung der Bremer Räterepublik am 15. November 1918

In der Novemberrevolution 1918 war Henke einer der Vorsitzenden des Bremer Arbeiter- und Soldatenrates. Am 14. November 1918 verkündete er im Konventssaal der Börse die Übernahme der Macht in Bremen durch den Arbeiter- und Soldatenrat; tags darauf rief er vom Altan des Bremer Rathauses die Bremer Räterepublik aus. In seiner Ansprache hob er hervor, dass nun vollendet werden müsse, was im Unterschied zu anderen Revolutionsorten in Bremen glücklicherweise unblutig gelungen sei: die Ablösung der bisher politisch Herrschenden. Unter Bravorufen äußerte sich Henke zuversichtlich in Bezug auf das übergangsweise Mitwirken der alten Verwaltungs- und Gesetzgebungsverantwortlichen unter dem Arbeiter- und Soldatenrat als künftigem „Lokomotivführer“.

„Die Demokratie hat gesiegt und soll weiter siegen. Das ist der Sinn dieser neuen Einrichtung, die alles in allem natürlich nur ein Provisorium sein kann. Was unsere Mitkämpfer im feldgrauen Rock, in der Arbeitsbluse vollbracht haben, das ergänzen wir mit frischen Kräften. Wenn sie uns ein Beispiel gegeben haben an Mut und Entschlossenheit, so soll es an uns nicht fehlen, es ihnen nachzumachen. Damit nun bekannt werde, welcher Geist der obwaltende ist, wird auf diesem Hause die rote Fahne gehißt.“

Diese Fahne, führte Henke im Weiteren aus, sei das Symbol der Menschenliebe. Nicht neues Blutvergießen, sondern der kommende Frieden sei ihre Botschaft. In diesem Geiste einig und geschlossen zusammenzustehen, sei die sich fernerhin stellende Aufgabe. Er beschwor die Erneuerung der proletarischen, sozialistischen Internationale und sah darin ein „Bollwerk des dauernden demokratischen Friedens“:

„Nur der Sozialismus kann die Wunden heilen, die ein unheilvoller Krieg geschlagen hat und den zu einem guten Teile jene mit angestiftet haben, die es vorgezogen haben, dem Vaterlande den Rücken zu wenden. Die Internationale, der Sozialismus, sie sollen leben! Die proletarische Internationale lebe hoch!“

### In der Weimarer Nationalversammlung
Im Januar/Februar 1919 war Henke Vorsitzender des Rates der Volksbeauftragten der Bremer Räterepublik. Als regierungstreue Truppen die Bremer Räterepublik angriffen, begab sich Henke zur konstituierenden Sitzung der Nationalversammlung nach Weimar. Die Räterepublik wurde militärisch zerschlagen.
Henke kehrte nach Bremen zurück, schrieb für die Bremer Arbeiter-Zeitung und widmete sich ganz seiner Arbeit als Abgeordneter der Nationalversammlung. Henke lehnte die Vereinigung der USPD mit der KPD ab. Am 10. Juli 1919 sprach er in der Nationalversammlung für den Antrag der USPD, Volksgerichte einzuführen. Er begründete die Forderung damit, dass nur durch Richter, die vom Volk aus seiner Mitte gewählt werden, die Klassenjustiz überwunden werden könnte. Der Antrag wurde jedoch von den anderen Fraktionen abgelehnt. Nach der Ermordung von Hugo Haase wurde er am 25. November 1919 gemeinsam mit Curt Geyer Vorsitzender der USPD-Fraktion in der Nationalversammlung.

## Briefe
In seinem Nachlass in der Friedrich-Ebert-Stiftung finden sich Briefe von u. a. Karl Radek, Franz Mehring, Anton Pannekoek, Philipp Scheidemann, Karl Kautsky, Clara Zetkin, Paul Frölich sowie Manuskripte, Aufzeichnungen, Sammlungen zur Spaltung der SPD im Ersten Weltkrieg und zur Revolution in Bremen 1918–1919.

## Ehrungen

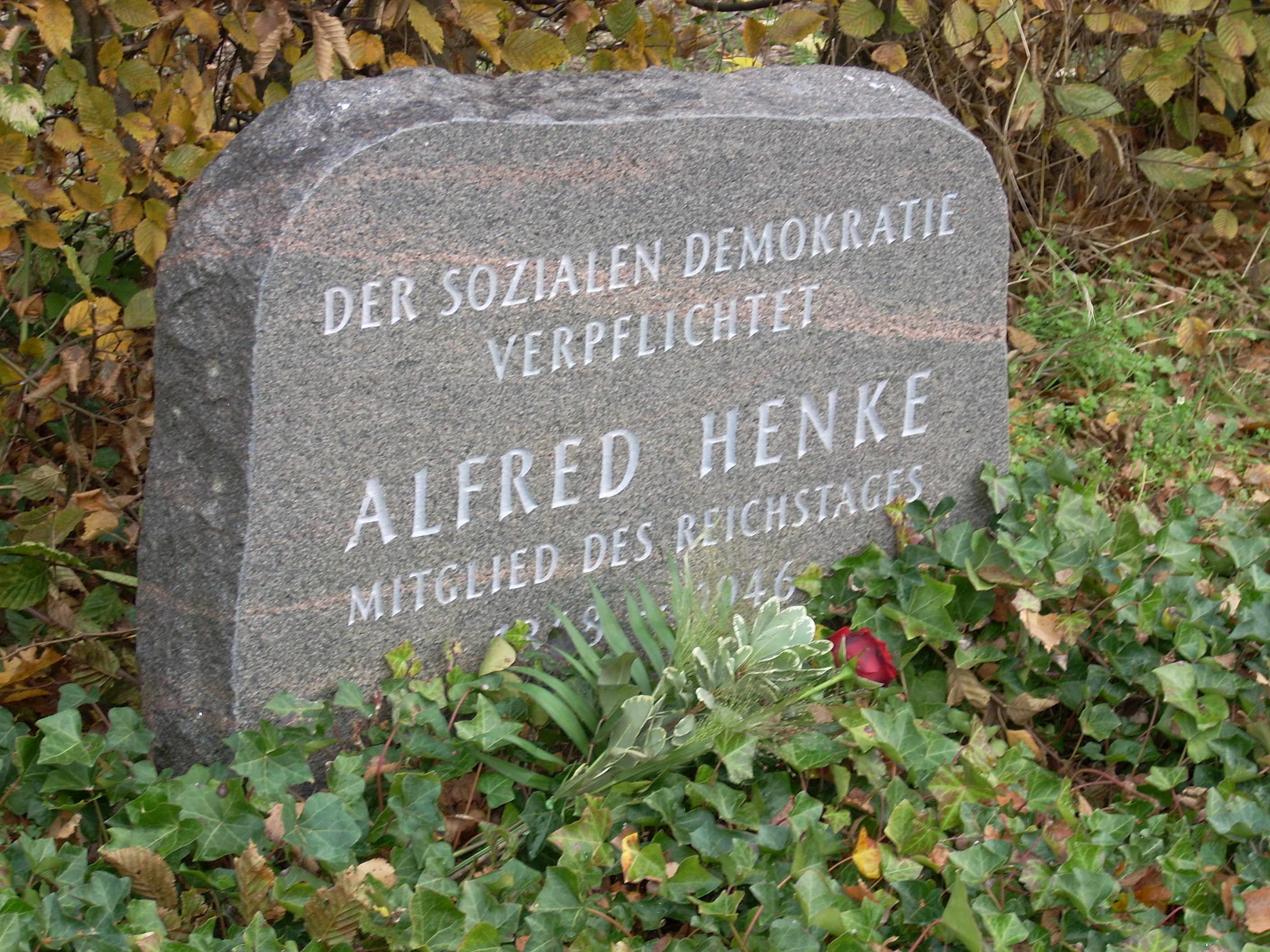
Gedenkstein in Wannefeld

- Die Alfred-Henke-Straße in Bremen, Stadtteil Obervieland, Ortsteil Kattenesch, wurde nach ihm benannt.
- Auf dem Friedhof Wannefeld (Ortsteil von Gardelegen/Sachsen-Anhalt) erinnert seit 2003 ein Gedenkstein an Alfred Henke.